# 押捺
押捺（おうなつ）とは、印章を紙や絹布その他に捺して印影を得ること。鈐印とも言う。押も捺も「おす」の義。印にも「おす」の意味がある。
版となる物体に力を加えて印影を得ることを「おす」というのに対し、印影を付する対象（紙など）に力を加えて印影をえることを「する（刷る、擦る）」という。「印刷」とは版と捺される対象の両者に力を加えて印影を得る手法である。
なお、押捺というときは基本的に拇印をおすことを指し、逆に印章をおす場合には「捺印(自署を伴う)」や「押印(自署を伴わない)」と表現することが多い。